# Stewart Island
Stewart Island (Māori: Rakiura), offiziell Stewart Island/Rakiura genannt, ist die drittgrößte Insel Neuseelands. Sie schließt sich 30 km südlich an die Neuseeländische Südinsel an und umfasst eine Fläche von 1680 km².

## Namensherkunft
Die Māori nennen die Insel Rakiura, was ins Deutsche übersetzt „glühende Himmel“ bedeutet. Den englischen Namen bekam die Insel 1809, als der schottische Kartograph William Stewart auf seiner Reise als erster Offizier der Pegasus Teile der Südküste Neuseelands und Stewart Island neu kartografierte.

## Geographie
Stewart Island ist 1680 km² groß und kaum bewohnt. Die einzige Ansiedlung ist Oban, in der Halfmoon Bay gelegen. Der Ort hat etwa 600 Einwohner. Damit beträgt die Bevölkerungsdichte der gesamten Insel 0,36 Einwohner/km². Die etwa 70 km × 40 km große Insel ist stark bewaldet und gebirgig. Höchste Erhebung ist der Mount Anglem/Hananui mit 980 m. Der südlichste Punkt ist das South Cape. Die Küstenlinie ist stark zergliedert, insbesondere durch das Paterson Inlet/Whaka a Te Wera, das sich weit ins Inselinnere zieht. Hier münden der längste Fluss der Insel, der Freshwater River, sowie der Rakeahua River. Im Paterson Inlet/Whaka a Te Wera liegen wiederum mehrere kleine Inseln wie Ulva Island und Native Island. Von der Südinsel ist die Stewartinsel durch die Foveauxstraße getrennt, die als sehr stürmisch gilt und in der die heute unbewohnte Ruapuke Island liegt. Das Klima ist, bedingt durch warme Strömungen, welche die Insel umspülen, für die südliche Lage recht moderat. Insbesondere die Winter fallen relativ mild aus. Insgesamt ist das Klima unbeständig, feucht und windig.
Westlich des südwestlichen Teils von Stewart Island liegt die Inselgruppe Boat Group, ca. 100 km weiter südwestlich liegen die Snaresinseln.

## Tier- und Pflanzenwelt
Die Insel beheimatet den Tokoeka oder Südstreifenkiwi (Apteryx australis), eine der fünf Arten des Kiwis, des neuseeländischen Wappenvogels. Auf Stewart Island befindet sich auch eine Brutkolonie des seltenen Gelbaugenpinguins.
Schon bei den Māori als Nahrungsquelle begehrt war Titi – das Küken des Dunklen Sturmtauchers (Puffinus griseus). Eine warme Strömung verbindet das australische Great Barrier Reef direkt mit der Stewartinsel und sorgt in den flachen Gewässern vor der Küste für besonders klares, warmes Wasser und eine artenreiche Unterwasser-Fauna.
Ende November 2018 sind mehr als 140 Grindwale gestrandet.
Im Juli 2022 begann ein Programm unter der Leitung des Manaaki Whenua-Landcare Research, eines Crown research-Instituts, zur Eliminierung aller auf die Insel eingeschleppten invasiven Raubtiere wie Fuchskusus (Possums), Ratten, verwilderten Katzen und Igeln in den nächsten vier Jahren.

## Entdeckung und Besiedlung
Geringe Spuren einer Besiedlung durch die Māori lassen sich bis ins 13. Jahrhundert zurückverfolgen. In der Sprache der Māori hieß die Insel außer Rakiura auch Te Punga o te Waka a Maui (Ankerstein von Mauis Kanu). Insgesamt bevorzugten sie eher die kleine Insel Ruapuke auf halbem Wege zum Festland, da diese sich leichter verteidigen ließ. James Cook sichtete die Insel als erster Europäer bei seiner Umseglung der Südinsel im Jahre 1770. Da er annahm, Stewart Island sei mit dem Festland verbunden, nannte Cook sie Südkap und hielt weiter nach Süden.
Erst etwa Februar 1809, auf einer Robbenjagd-Fahrt zu einer Inselgruppe vor der neuseeländischen Südinsel, entdeckte Kapitän Eber Bunker (1761–1836) mit der Pegasus die Wasserstraße zwischen der neuseeländischen Südinsel und der Stewartinsel (Foveauxstraße) und erkannte dadurch, dass die vermeintliche Halbinsel eine Insel sein musste. In den damaligen Berichten taucht jedoch noch kein Name für die Insel auf. Im August des Jahres fuhr das Schiff vom australischen Port Jackson aus die Südküste der damals unbewohnten Stewartinsel entlang, diesmal unter Kapitän S. Chace. An Bord war auch der Erste Offizier William Stewart, nach dem die Insel später benannt wurde. Er kartographierte Teile der Südküste, vor allem South Port, das heutige Pegasus Port, und gab die Karte an den Herausgeber des Oriental Navigator. 1816 veröffentlichte der die Karte, wobei zum ersten Mal der Ausdruck Stewart's Island benutzt wurde; die Karte wurde von der britischen Marine und Händlern noch bis 1840 benutzt. Irrtümlich wird Stewart allerdings manchmal als Entdecker der Insel oder der Foveauxstraße bezeichnet.
Im Laufe des 19. Jahrhunderts gab es einige europäische Besiedlungsversuche im Hinterland. Ansiedlungen mit Sägemühlen und Fischfangstationen wurden außerhalb von Oban gegründet. Sie hatten jedoch, bedingt durch die Abgelegenheit, meist nur wenige Jahrzehnte Bestand. Ab 1890 wurde bei Port Pegasus (Südküste) versucht, eine Zinn-Mine zu etablieren. Bis zu 200 Arbeiter waren zeitweilig vor Ort. Es gab ein paar Läden und eine Postfiliale. Heute sind die Ruinen nur per Boot oder durch einen mühsamen Marsch über die Insel zu erreichen.

## Verkehr und Tourismus

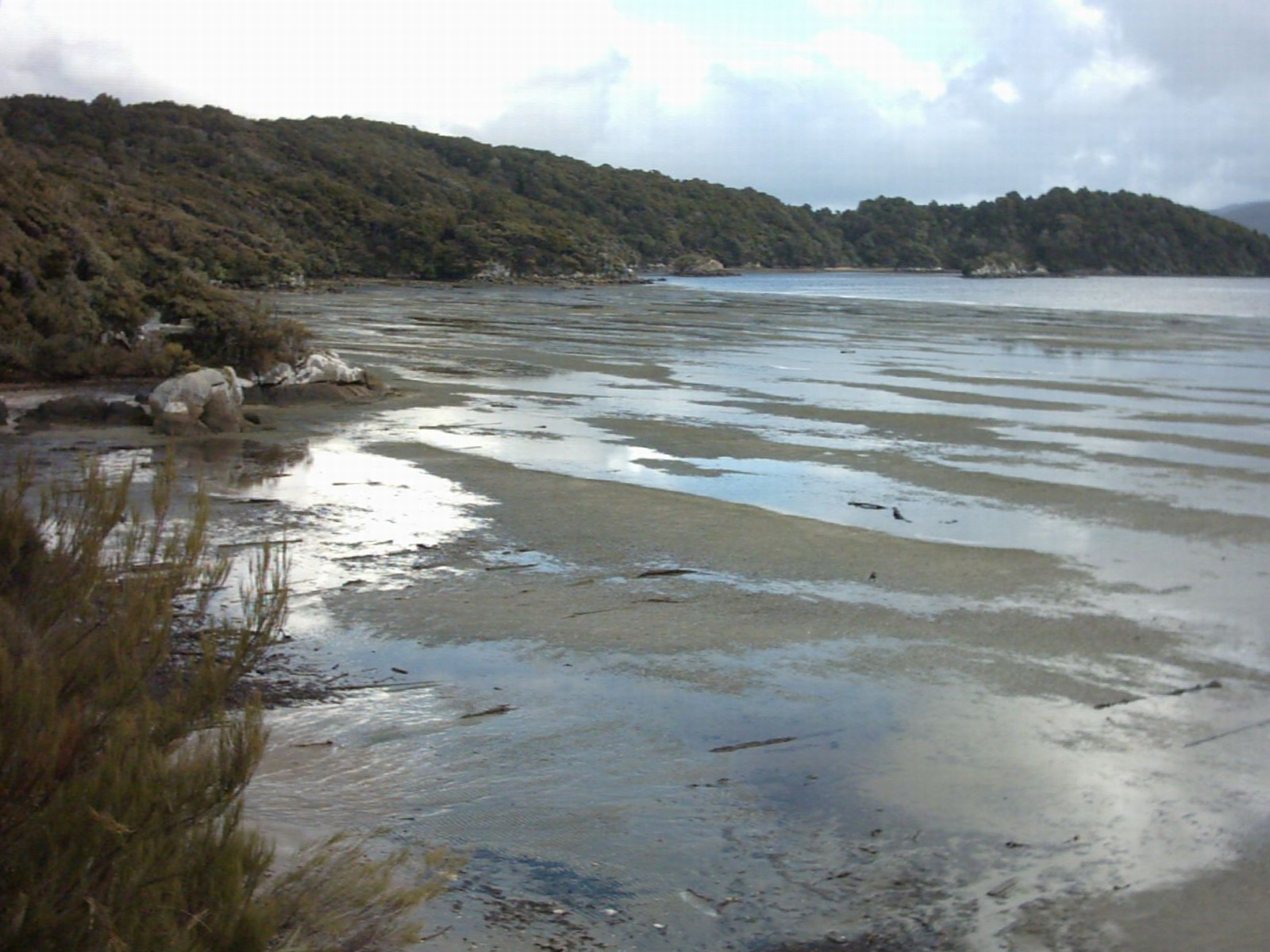
Flacher Küstenabschnitt bei Oban

Erreichbar ist die Stewartinsel von der Südinsel aus, entweder von Bluff aus mit einer einstündigen Fährpassage oder von Invercargill per Propellerflugzeug. Von Invercargill werden Shuttle-Verbindungen zur Fähre in Bluff angeboten. Die Landebahn der Stewartinsel hat keinerlei Abfertigungsgebäude und der Transfer nach Oban wird mit Shuttle-Bussen durchgeführt. In Oban und Umgebung gibt es mehrere Hotels, einige wenige Läden und inzwischen auch einen 6-Loch-Golfplatz, jedoch keine Banken.
2002 wurden mit der Gründung des 1570 km² großen Rakiura-Nationalparks etwa 93,5 % der Inselfläche unter Schutz gestellt. Die Insel lässt sich auf diversen beschriebenen Rundwanderungen durchmessen. Spuren der Besiedlungsversuche finden sich häufig am Wegesrand. Am bekanntesten ist der Rakiura-Track, der sich in drei bis vier Tagen bewältigen lässt. Ein großer Anteil der Wege ist durch die Parkverwaltung mit Boardwalks gesichert, da die Wege, zum Verschlammen neigend, entsprechend empfindlich sind. Bewirtschaftete Übernachtungsmöglichkeiten gibt es außerhalb von Oban nicht. Die Übernachtung ist entweder in Wanderhütten oder auf den ausgewiesenen Biwak-Plätzen möglich. Um den abgelegenen Teil der Insel zu erreichen, muss man ab zehn Tage kalkulieren. Nur wenige haben die Insel bisher vollständig zu Fuß umrundet. Die warmen und artenreichen flachen Gewässer locken in den letzten Jahren auch verstärkt den Tauch-Tourismus an. Das Hai-Käfig-Tauchen vor Stewart Island ist allerdings seit Ende 2018 verboten.